# Salão Municipal de Belas Artes de Belo Horizonte
O Salão Municipal de Belas Artes de Belo Horizonte (SMBA-BH) ou Salão de Arte da Capital foi um salão de arte criado em 1937 que perdurou durante o século XX com diferentes nomes. Salão Nacional de Arte Contemporânea e Salão Nacional de Arte da Prefeitura de Belo Horizonte são alguns deles.

## Importância
Os Salões Municipais de Belas Artes da Prefeitura de Belo Horizonte – SMBA-BH -- foram importantes na consolidação da arte na capital mineira, sendo responsáveis pela constituição de grande parte do acervo do Museu de Arte da Pampulha, instituição mais representativa da arte moderna e contemporânea em Belo Horizonte  . 
Ao longo dos anos, o Salão assumiu duas formas. Até a década 70 ele tinha a forma de um salão tradicional: cabia aos artistas inscreverem seus trabalhos, que eram então avaliados e premiados por um júri. Com o advento dos anos 70, o salão assumiu a forma de uma grande exposição coletiva, na qual curadores e críticos trabalhavam conjuntamente em torno de um eixo temático comum . O salão teve jurados de renome como Mário Pedrosa, Frederico Morais, Walter Zanini, Jayme Maurício, dentre outros . 

## História
Em 1936, artistas mineiros chocaram sua pacata capital com o polêmico Salão do Bar Brasil. Na ocasião, pintores, ilustradores e escultores de viés modernista fizeram uma exposição em um Bar nos porões do Edifício do Cine Brasil, localizado na Praça Sete. Entre outras coisas, seu objetivo era protestar pela falta de espaços destinados à classe artística em Belo Horizonte, especialmente a de viés modernista. Na época, lembremos, o ambiente belo-horizontino era dominado por Aníbal Mattos e suas concepções academicistas e conservadoras, no que diz respeito ao fazer artístico .  
Em 1937, o primeiro Salão da Prefeitura foi criado para atender as reivindicações de então. Da comissão inicial fizeram parte o próprio Aníbal Mattos, junto com Jeanne Louise Milde e João Boutshauser. A ideia é que o salão pudesse ser um lugar de conciliação e congraçamento e que atendesse tanto modernos quanto acadêmicos 
Em 1938, II Salão de Artes da Capital contou com a presença de Milde como jurada. O salão se desdobrou em um encontro de artistas na Fazenda Petrópolis, de sua propriedade, localizada em Santa Luzia. Participaram do encontro os artistas Renato de Lima, Delpino Júnior,  Delio Del Pino, Aurélia Rubião, Vicente Guimarães, Genesco Murta, Alfredo Bastos e Maria Aurélia Bastos, Bracher Altavilla, o Barão von Smigay e J. Carlos Lisboa . O objetivo era criar um grande movimento artístico que conciliasse tendências, mas o projeto nunca decolou. Aurélia Rubião foi das poucas artistas ligadas ao primeiro grupo que veio a se relacionar com os modernistas e incorporar sua influência nos seus quadros.
Em 1957 o Salão é transferido para o Museu da Pampulha; em 1969, encerra-se o ciclo dos salões municipais e dá-se início aos Salões Nacionais de Arte Contemporânea. Em 1971, com o esvaziamento provocado pela ditadura o salão muda de formato, como foi dito no início do verbete e ganha o nome de Salão nacional de arte da prefeitura de Belo Horizonte .